# Antípatro de Sídon
Antípatro de Sídon foi um grego, a quem é, normalmente, atribuído o título de criador da lista das sete maravilhas do Mundo Antigo. Ele era poeta e escritor.
Sua lista tratava de edificações imensas, templos e esculturas descomunais, pelo tamanho, beleza, riqueza e principalmente, pela magnitude da obra, porém era restrita a seu mundo conhecido, ou seja, o mundo helênico, o Médio Oriente e o Norte da África. Possivelmente viajou bastante, dedicando boa parte de sua vida visitando construções e coletando informações. Assim se explica porque a Grande Muralha da China não integrou sua relação. O que ele considerou serem as sete maravilhas do mundo, com o nome e o respectivo ano de construção, eram a Pirâmide de Quéops, no Egito (ca.  2600 a.C.) - a única que chegou até nosso tempo -, a Estátua de Zeus, em Olímpia (466–455 a.C.), o Templo de Diana (deusa também chamada de Ártemis), na Turquia (ca.  450–250 a.C.), o Colosso de Rodes, na entrada do porto de Rodes, no Mar Egeu, Grécia (287–274 a.C.) - e que já não existia em seu tempo (a mais lendária das sete maravilhas do Mundo Antigo) -, o Mausoléu de Halicarnasso, na atual Bodrum, Turquia (353 e 350 a.C.), o Farol de Alexandria, na ilha de Faros, perto de Alexandria, Egito (ca.  297–282 a.C.), e o Jardins Suspensos da Babilônia, construídos às margens do Rio Eufrates, na cidade de Babilônia, situada no sul da Mesopotâmia (600 a.C.).
De acordo com informações que até hoje não foram confirmadas, os Jardins Suspensos da Babilônia teriam sido construídos sobre o palácio de Nabucodonosor II (que os mandara construir), Rei do Império Neobabilônico, famoso pela conquista do Reino de Judá, pela destruição de Jerusalém e seu templo em 587 a.C. e por ter mandado construir outras edificações imponentes. Alguns de seus poemas figuram na Antologia Palatina, como o segundo do livro VII, em que consagra a ilha de Ios como terra onde Homero morrera.